# 黃杭
黄杭（1494年—？年），字伯州，福建平海卫軍籍，龍溪縣人。明朝政治人物。

## 生平
治《書經》，行六，由國子生中式丙子科（1516年）福建鄉試第二十八名舉人，嘉靖二年（1523年）中式癸未科會試第七十三名，第二甲第三十三名進士。

## 家族
曾祖黄宜敏。祖父黄邦正，壽官。父黄庆，州判官。嫡母葉氏；生母劉氏。具庆下。兄葵晏（监生）、清、逊、弟芹、栻。